# HMAS Sydney (R17)
Pour les autres navires du même nom, voir HMS Terrible et HMAS Sydney.
Pour les articles homonymes, voir Sydney (homonymie).
Le HMAS Sydney (successivement numéroté R17/A214/P241/L134) est un porte-avions de classe Majestic en service dans la Royal Australian Navy de 1948 à 1973. Construit pour la Royal Navy et lancé sous le nom de HMS Terrible (93) en 1944, il est vendu inachevé à l'Australie en 1947, puis mis en service en février 1949.

## Histoire
Tout en conservant la possibilité de servir comme porte-hélicoptère d'entraînement, le Sydney a été converti en transport rapide en 1962. Il a notamment assuré le transport et la logistique du contingent militaire australien déployé au Vietnam entre 1965 et 1972. Les vingt-cinq missions effectuées à ce titre lui ont valu le surnom de "Vung Tau Ferry"
Le Sydney a été désarmé en 1973 et non remplacé. Vendu à une société sud-coréenne de métallurgie, il a été démoli en 1975.